# Sauviac (Gers)
Sauviac (gaskognisch: ebenfalls Sauviac) ist eine französische Gemeinde mit 105 Einwohnern (Stand 1. Januar 2022) im Département Gers in der Region Okzitanien (bis 2015 Midi-Pyrénées); sie gehört zum Arrondissement Mirande und zum Gemeindeverband Astarac Arros en Gascogne. Die Bewohner nennen sich Sauviacais/Sauviacaises.

## Geografie
Sauviac liegt rund 13 Kilometer südöstlich von Mirande und 29 Kilometer südwestlich von Auch im Süden des Départements Gers. Die Gemeinde besteht aus Weilern, zahlreichen Streusiedlungen und Einzelgehöften. Die Petite Baïse durchquert die Gemeinde in nördlicher Richtung. Nachbargemeinden sind Saint-Élix-Theux im Norden, Lagarde-Hachan im Osten, Viozan im Süden, Montaut im Westen sowie Saint-Michel im Nordwesten.

## Geschichte
Im Mittelalter lag die Gemeinde in der Vogtei Moncassin innerhalb der Grafschaft Astarac in der historischen Landschaft Gascogne und teilte deren Schicksal. Sauviac gehörte von 1793 bis 1801 zum District Mirande und zum Kanton Masseube. Seit 1801 ist die Gemeinde dem Arrondissement Mirande zugeteilt und gehörte von 1793 bis 2015 zum Wahlkreis (Kanton) Mirande.

## Bevölkerungsentwicklung
| Jahr                      | 1962 | 1968 | 1975 | 1982 | 1990 | 1999 | 2006 | 2011 | 2020 |
| Einwohner                 | 169  | 148  | 144  | 130  | 132  | 134  | 115  | 109  | 107  |
| Quellen: Cassini und ISEE |      |      |      |      |      |      |      |      |      |

## Sehenswürdigkeiten
- Himmelfahrts-Kirche (Église de l’Assomption)
- Marienstatue
- fünf Wegkreuze
- Denkmal für die Gefallenen[3]

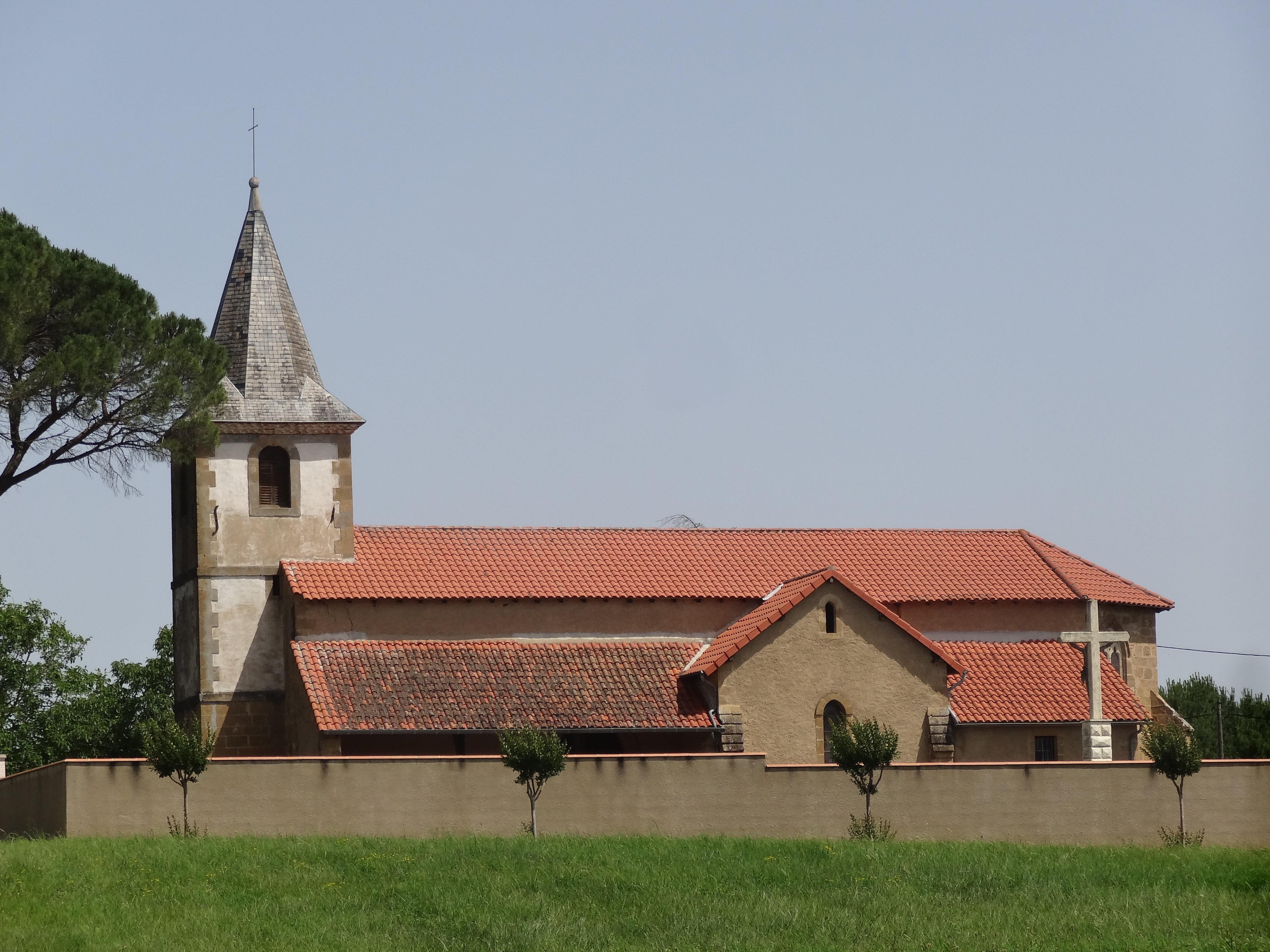
Himmelfahers-Kirche
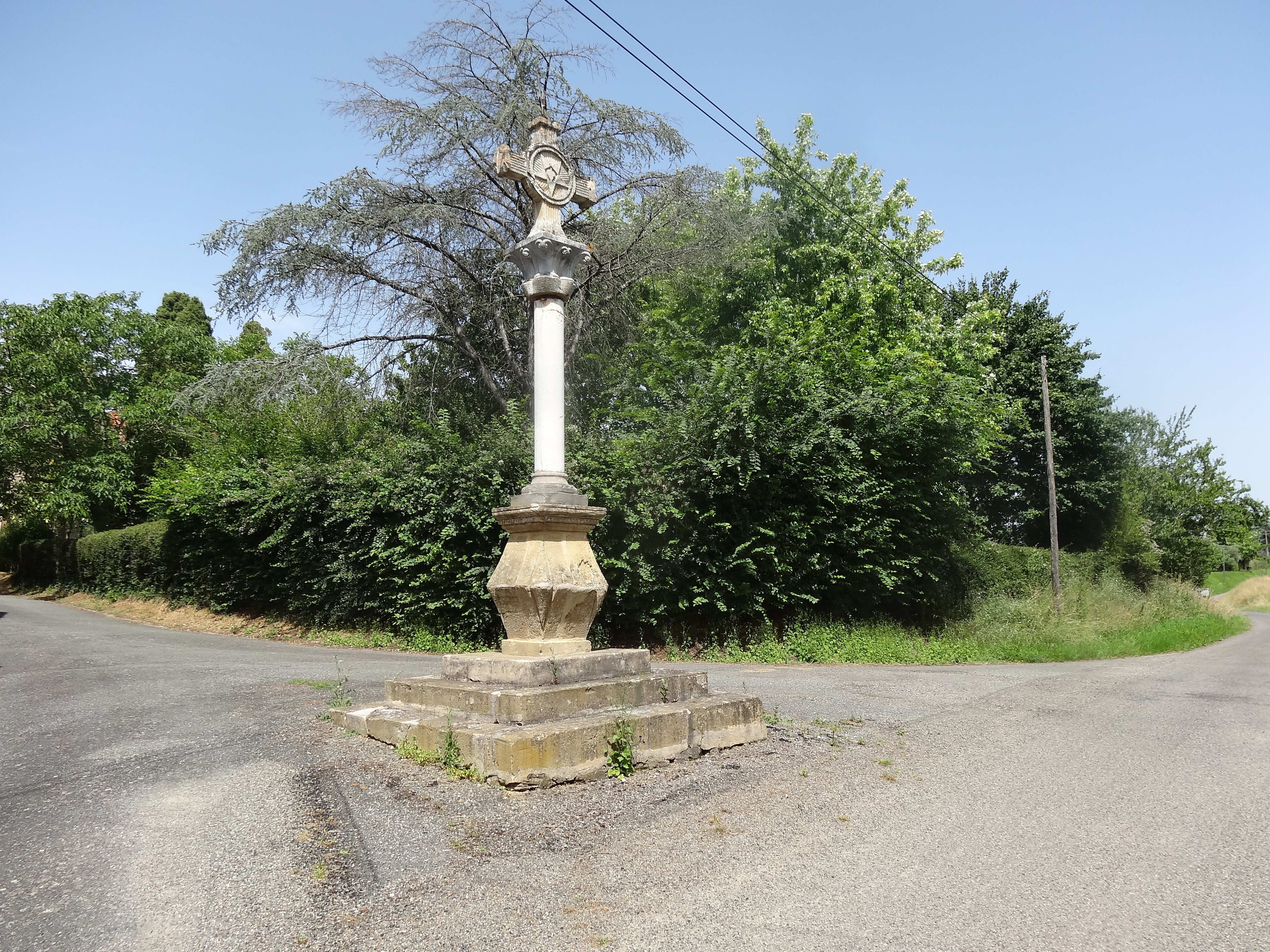
Eines der Wegkreuze
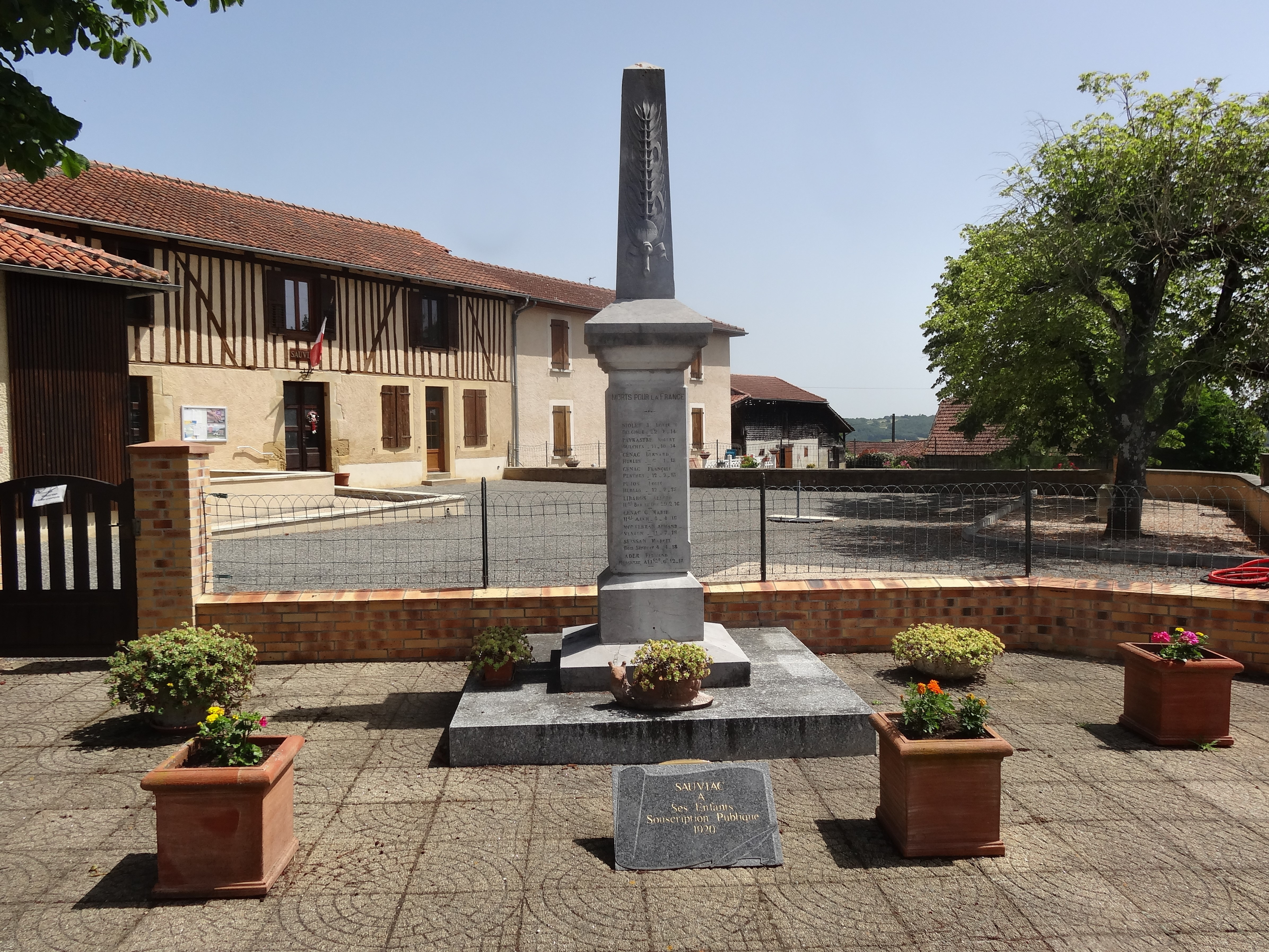
Gefallenendenkmal

## Verkehr
Die wichtigste regionale Verbindung ist die D2.